# Campeonato Brasiliense de Juniores
O Campeonato Brasiliense de Futebol Juniores ou Campeonato Brasiliense de Juniores conhecido popularmente como "Candanguinho" é uma competição de futebol masculino sub-20. É organizada pela Federação de Futebol do Distrito Federal sendo a principal competição de futebol da categoria no Distrito Federal brasileiro e teve sua primeira edição em 1976.
O campeão e o vice garante vaga na Copa São Paulo de Futebol Júnior principal competição da categoria no Brasil.

## Lista de Campeões
*O campeonato de 1999 foi disputada por atletas de 21 anos
** O título foi dividido porque o Guará se recusou a enfrentar o Gama, então punido pela Fifa, depois de perder a primeira partida da melhor-de-três.

### Títulos por clube
| Clube                     | Campeão | Anos dos Títulos                                                  | Vice | Anos dos Vices                                                    |
| ------------------------- | ------- | ----------------------------------------------------------------- | ---- | ----------------------------------------------------------------- |
| Gama (Gama)               | 12      | 1979, 1994, 1995, 1998, 1999, 2000, 2001, 2002, 2014, 2019 e 2023 | 6    | 1977, 2003, 2004, 2006, 2012 e 2022                               |
| Brasília (Brasília)       | 9       | 1976, 1977, 1978, 1980, 1981, 1983, 1988, 2013 e 2015             | 11   | 1979, 1982, 1985, 1987, 1989, 1991, 1993, 1994, 1996, 1998 e 2016 |
| Brasiliense (Taguatinga)  | 7       | 2003, 2004, 2005, 2006, 2007, 2008 e 2009                         | 1    | 2024                                                              |
| Guará (Guará)             | 4       | 1990, 1991, 1992 e 2000                                           | 3    | 1978, 1995 e 2001                                                 |
| Ceilândia (Ceilândia)     | 3       | 1987, 2018 e 2022                                                 | 3    | 1984, 2005 e 2007                                                 |
| Taguatinga (Taguatinga)   | 3       | 1984, 1985 e 1986                                                 | 2    | 1990 e 2021                                                       |
| Real Brasília (Brasília)  | 3       | 2017, 2021 e 2024                                                 | 1    | 2019                                                              |
| Tiradentes (Ceilândia)    | 2       | 1982 e 1989                                                       | 2    | 1983 e 1992                                                       |
| Luziânia (Luziânia (GO)   | 2       | 1996 e 1997                                                       | 0    |                                                                   |
| Planaltina (Planaltina)   | 2       | 1993 e 2020                                                       | 0    |                                                                   |
| Cruzeiro (Cruzeiro)       | 1       | 2012                                                              | 2    | 2011 e 2017                                                       |
| Paranoá (Paranoá)         | 1       | 2016                                                              | 0    |                                                                   |
| Santa Maria (Santa Maria) | 1       | 2010                                                              | 0    |                                                                   |

### Campeões consecutivos

#### Heptacampeão
- Brasiliense: 1 vez (2003-04-05-06-07-08-09)

Pentacampeão
- Gama: 1 vez (1998-99-00-01-02)

#### Tricampeonatos
- Brasília: 1 vez (1976-77-78)
- Taguatinga: 1 vez (1984-85-86)
- Guará: 1 vez (1990-91-92)

#### Bicampeonatos
- Brasília: 1 vez (1980-81)
- Luziânia: 1 vez (1996-97)